# 呂訥堡石楠草原自然公園
呂訥堡石楠草原自然公園（德語：Naturpark Lüneburger Heide）是位於德國下薩克森州的一個自然公園，範圍包括了呂訥堡石楠草原的北部地區，面積23,440公頃（57,900英畝）。呂訥堡石楠草原自然公園成立於1922年。

## 外部連結
- Lüneburg Heath Nature Park Association (Verein Naturparkregion Lüneburger Heide)（页面存档备份，存于）
- Lower Saxon Ministry with other links（页面存档备份，存于）

53°10′N 9°55′E / 53.17°N 9.92°E